# Samsung Galaxy S4 Active

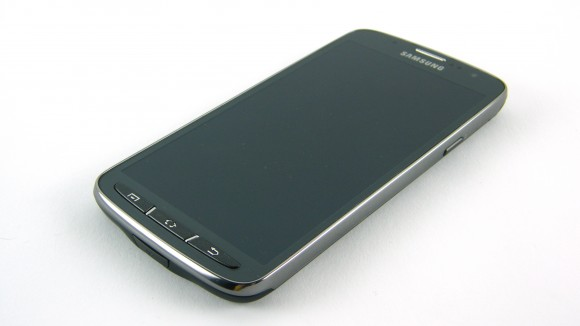
Hình ảnh điện thoại Samsung Galaxy S4 Active.

Samsung Galaxy S4 Active là điện thoại thông minh chạy hệ điều hành Android sản xuất bởi Samsung Electronics. Là một biến thể của Samsung Galaxy S4, S4 Active gồm các thông số kỹ thuật tương tự, nhưng có tính năng chống nước và bụi thiết kế theo tiêu chuẩn IP67, cùng với một thiết kế cứng cáp hơn.

## Phát hành
S4 Active lần đầu tiên phát hành tại Mỹ thông qua AT&T vào 21 tháng 6 năm 2013 với màu "xanh dương" (Diver Blue) và "xám" (Urban Grey).

## Tính năng
S4 Active kế thừa hầu hết phần cứng từ S4, bao gồm vi xử lý Snapdragon 600 lõi tứ giống nhau, 2 GB RAM, và màn hình 5-inch 1080p. Tuy nhiên, nó là màn hình TFT LCD thay vì Super AMOLED trên S4, và S4 Active sử dụng máy ảnh 8 megapixel thay vì máy ảnh 13 megapixel của S4. Thiết kế phần cứng tương tự như S4, ngoại trừ nó hơi dày hơn, sử dụng polycacbonat với đinh ốc kim loại, bao gồm nắp che cổng khi không sử dụng, và sử dụng ba phím cứng thay vì 2 cảm ứng điện dung và một phím cứng như S4. S4 Active được thiết kế theo tiêu chuẩn IP67, nghĩa là nó có thể chịu đựng 30 phút dưới nước ở độ sâu tối đa là 1 mét (3,3 feet), và khả năng chống bụi. S4 Active sử dụng phần mềm giống như S4, Android 4.2.2 với TouchWiz, mặc dù ứng dụng máy ảnh không bao gồm chế độ "Dual Shot", và cung cấp thêm chế độ "Aqua Mode" vô hiệu hóa màn hình cảm ứng và sử dụng phím âm lượng, đây là thiết kế dùng để chụp ảnh dưới nước.

## Liên kết
- Website chính thức